# Tulumba
Tulumba este un desert prăjit întâlnit in zona Iranului și în bucătăriile regionale din fostul Imperiu Otoman, însă își are originea în Levant. Deși tulumba (litt. pompă) a fost denumită după un instrument special folosit pentru a o produce- un fel de seringă cu un capăt în formă de stea- în bucătăria iraniană, acest este numit bamiyeh, în Egipt balah el-sham și datli în Irak, pe când în lumea arabă acest desert este cunoscut sub numele de asabe Zainab (degetele lui Zainab) 
Acest desert prăjit au un gust intens de zahăr, fiind însiropat din belșug cu sirop de zahăr, uneori folosindu-se și sirop cu aroma de lămâie pentru un gust mai intens. În Liban și Siria se folosește adesea apa de trandafiri pentru aromă, pe când in țările din golf se adaugă cardamon sau șofran, iar în Maroc se folosește miere încălzită în loc de sirop.
Tulumba era de obicei preparată în timpul lunii Ramadan și se servea rece, însă astăzi, clasicul desert turcesc a devenit unul dintre cele mai populare feluri de mâncare de tip „street food”, fiind vândut de numeroși comercianți pe străzi. Desertul este prăjit pe loc și servit cald, presărat cu fistic mărunțit. 
Este un aluat prăjit înmuiat în sirop, seamănă foarte mult cu churros. Acest desert este făcut dintr-o bucată de aluat nedospit, de aproximativ 3 cm lungime, are o formă ovală mică crestată pe toată lungimea. Pentru a obține o astfel de formă se folosește o pungă de patiserie sau o presă pentru biscuiți cu un capăt adecvat. Mai întâi se prăjește până capătă o culoare aurie, iar mai apoi se toarnă peste el sirop dulce de zahăr când este încă fierbinte, se servește rece. Este servit în mod tradițional pentru Hanuka și alte ocazii speciale de către evreii turci, israelieni și evreii persani

## Ingrediente[5]
- 500 ml apă
- 2 linguri unt
- 3 oua
- 350 g făină
- 1 lingură amidon

- 3 linguri griș
- ulei pentru prăjit

## Sirop
- 500 g zahăr
- 500 ml apă
- 2 linguri zeamă de lămâie